# Helmold von Plesse

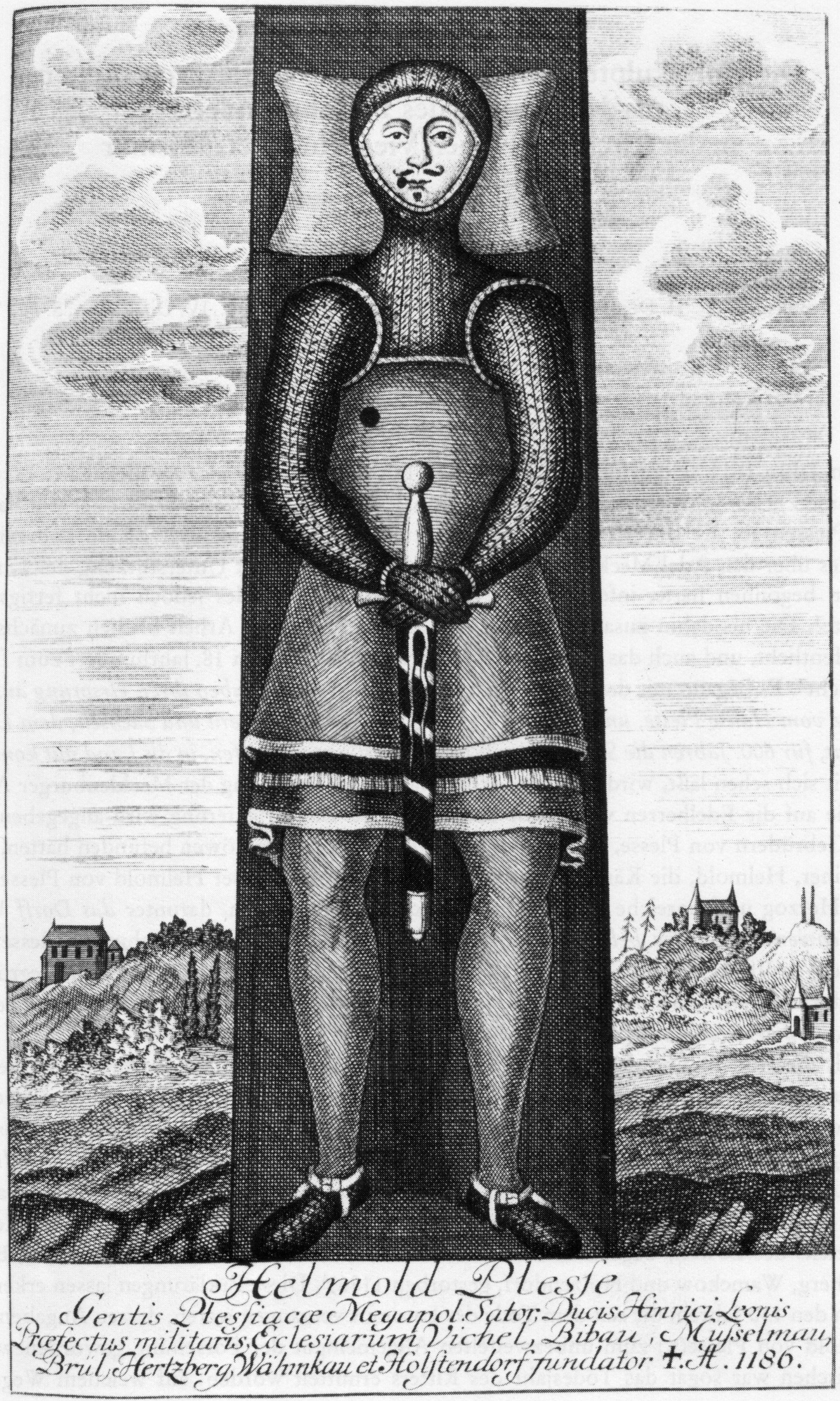
Ritter Helmold von Plesse; unten sind die sieben „Plessen-Kirchen“ aufgeführt. Darstellung von 1743

Helmold von Plesse(n)/Mecklenburg († 1186) war ein Ministerialer und Militärführer Heinrichs des Löwen.

## Herkunft und Leben
Helmold von Plesse(n)/Mecklenburg entstammte mutmaßlich dem edelfreien mecklenburg-holsteinischen Adelsgeschlecht von Plesse(n)/Mecklenburg, später von Plessen/Mecklenburg.  Das Verwandtschaftsverhältnis zu den „von Plesse/Plesse“ aus Südniedersachsen ist ungeklärt.
Helmold soll Heinrich den Löwen als dessen Vasall und Heerführer auf einem Feldzug gegen die heidnischen Wenden nach Mecklenburg begleitet haben. Nach der Eroberung des Landes im Jahr 1160, ließ er sich dort nieder und erhielt die Verwaltungshoheit über umfangreiche Ländereien. Wie Bernhard Latomus 1611 unter Verweis auf von ihm noch benutztes, aber heute verlorenes Urkundenmaterial berichtet, hatten ihn noch zwei seiner Brüder auf dem Feldzug Heinrichs begleitet, die aber beide fielen.
Wohl im Zusammenhang mit der Bekehrung der unterworfenen Wenden, soll Helmold in seinen mecklenburgischen Ländereien einige Kirchen gestiftet haben. So gilt er, der Sage nach, als Stifter von insgesamt sieben Kirchen, den sogenannten „Plessenkirchen“ Hohen Viecheln, Bibow, Wamckow, Brüel, Herzberg, Müsselmow und Holzendorf.
Er starb vermutlich im Jahr 1186 und wurde vielleicht in Hohen Viecheln begraben.